# Centerport (Pennsylvania)
Centerport è un comune (borough) degli Stati Uniti d'America, nella contea di Berks nello Stato della Pennsylvania. Secondo il censimento del 2010 la popolazione è di 387 abitanti.

## Società

### Evoluzione demografica
La composizione etnica vede una maggioranza della razza bianca (96,4%), seguita da quella afroamericana e dei nativi americani (entrambe allo 0,5%) dati del 2010.
| borough di Centerport Popolazione |     |
| 2000                              | 327 |
| 2010                              | 387 |